# Serre Road Cemetery N°1
Le Serre Road Cemetery N°1 (cimetière de la route de Serre N°1) est un cimetière militaire de la Première Guerre mondiale, situé sur le territoire de la commune de Puisieux , dans le département du Pas-de-Calais, au sud d'Arras. Ce cimetière est à cheval sur trois communes : Puisieux, Hébuterne et Beaumont-Hamel (Somme).

## Localisation
Ce cimetière est situé à deux kilomètres au sud-ouest  du village, le long de la D 919 après le hameau de Serre-lès-Puisieux. Deux autres cimetières militaires se trouvent à proximité immédiate : la nécropole nationale de Serre-Hébuterne (Beaumont-Hamel) et le cimetière militaire britannique de la route de Serre ou Serre Road Cemetery N°2.

## Histoire

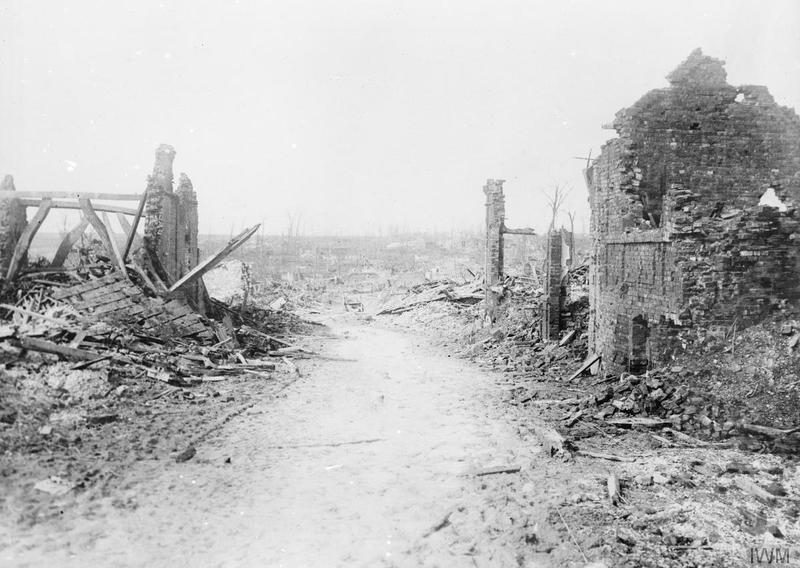
Les ruines du village de Puisieux après La bataille de l'Ancre en mars 1917.

Le secteur a été le théâtre de violents combats de juillet 1916 jusqu'en août 1918. Le 1er juillet 1916, premier jour de la bataille de la Somme, les troupes britanniques attaquèrent sans succès le hameau de Serre-lès-Puisieux, hameau qui changea ensuite plusieurs fois de camp.

Au printemps 1917, après le retrait des Allemands sur la Ligne Hindenburg, les champs de bataille de la Somme et de l'Ancre sont dégagés par le Ve Corps et un certain nombre de nouveaux cimetières sont créés, dont trois portent désormais le nom Serre Road Cemetery.

Le cimetière no 1 de Serre Road a été commencé en mai 1917  mais il a été considérablement agrandi après l'armistice avec l'apport de victimes inhumées dans de nombreux cimetières provisoires des alentours. Dans ce cimetière reposent les dépouilles de 2 426 combattants du Commonwealth dont 1 728 n’ont pas pu être identifiés .

## Caractéristiques
On pénètre dans ce vaste cimetière par un imposant portail de pierre. Il a un plan rectangulaire de 120 m sur 50 et est clos par un muret de moellons. 
Le cimetière a été conçu par N. A. Rew.

## Galerie

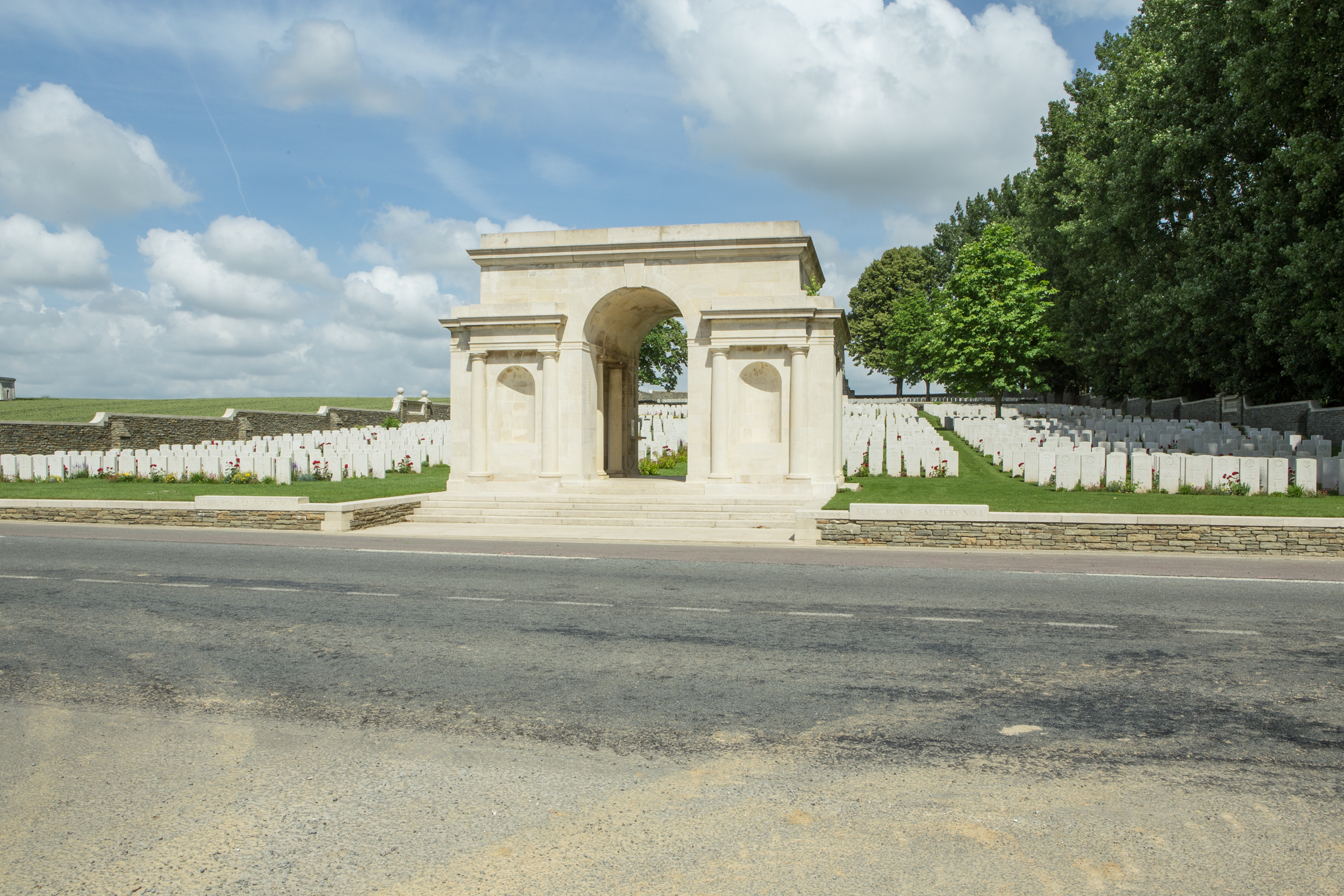
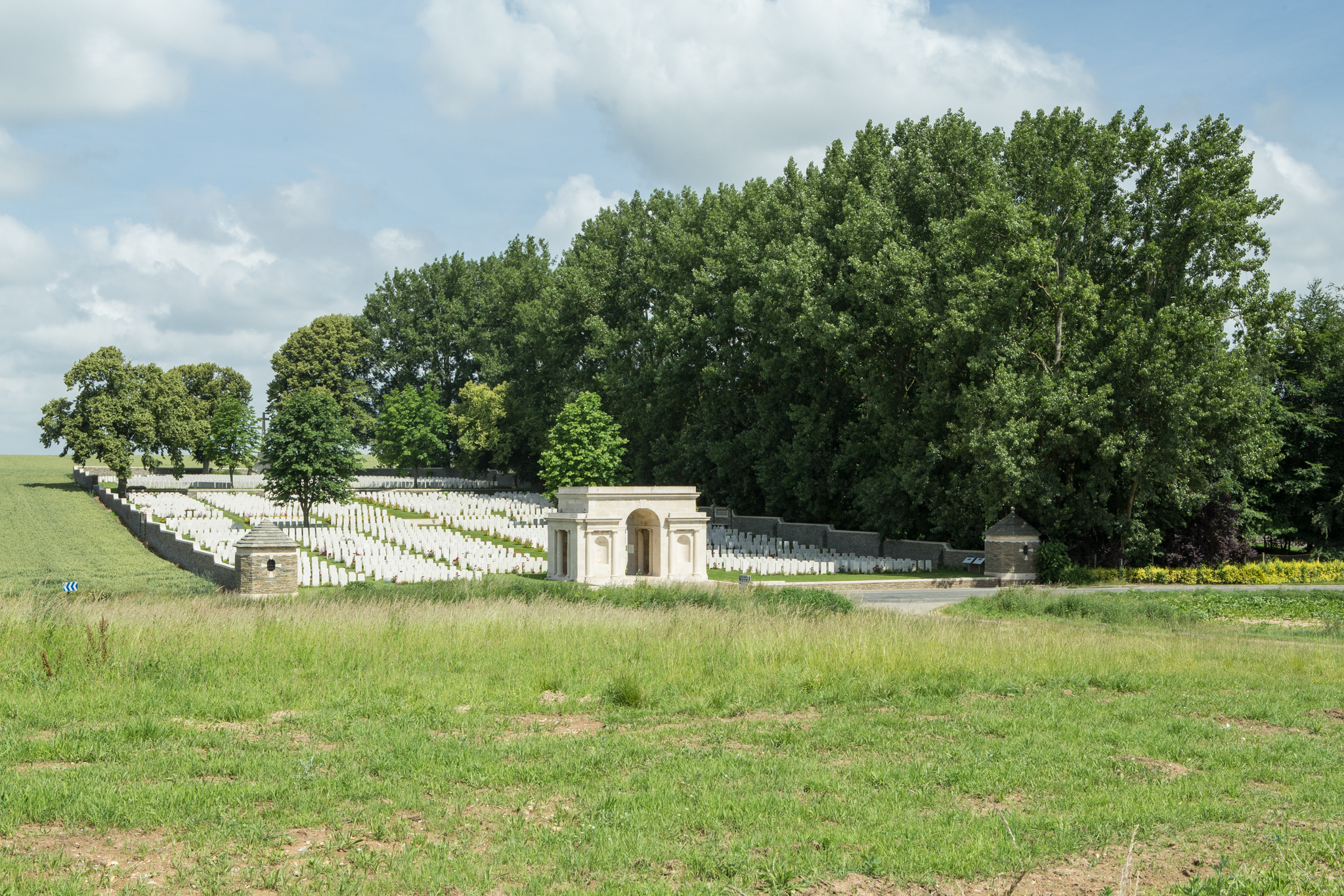
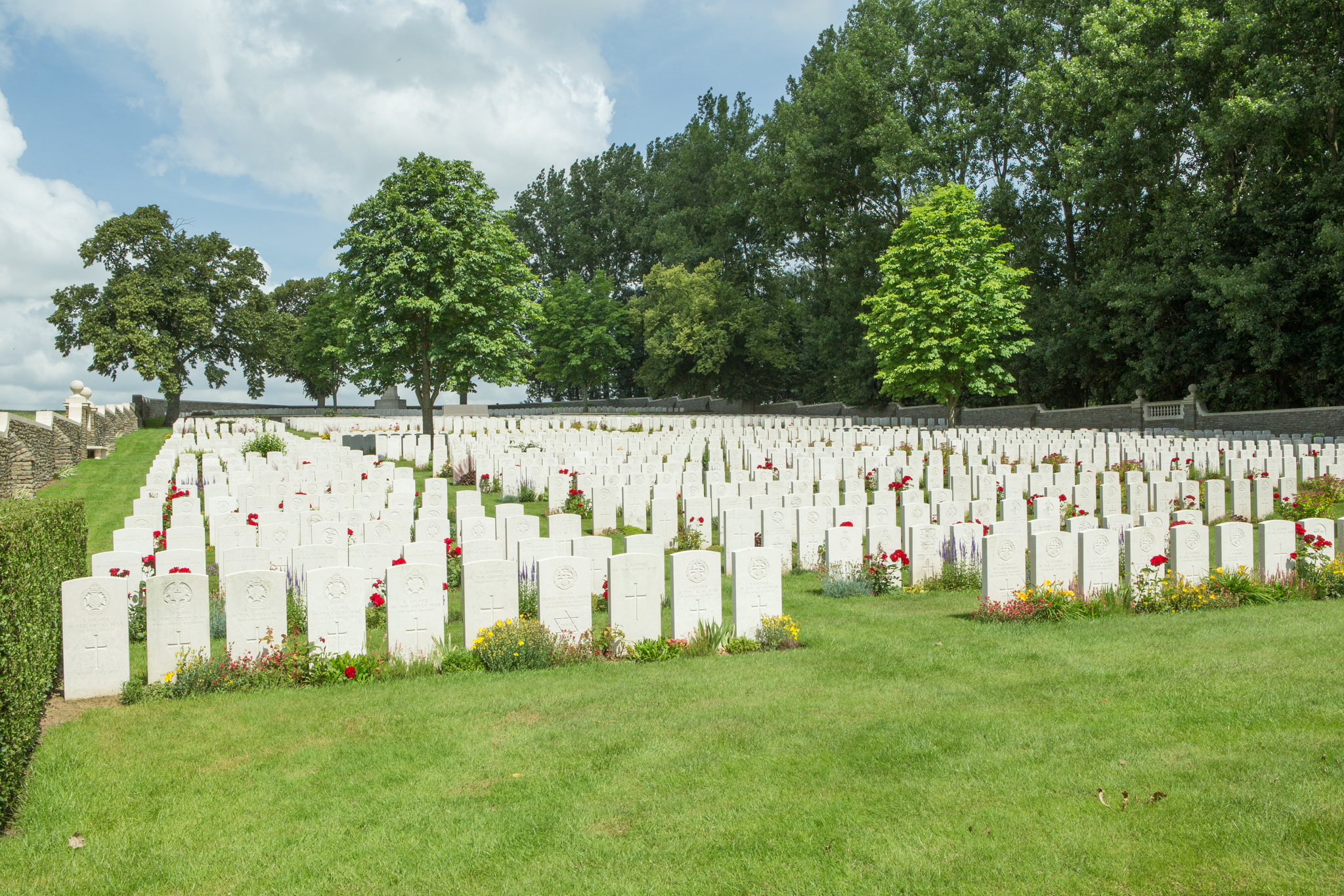
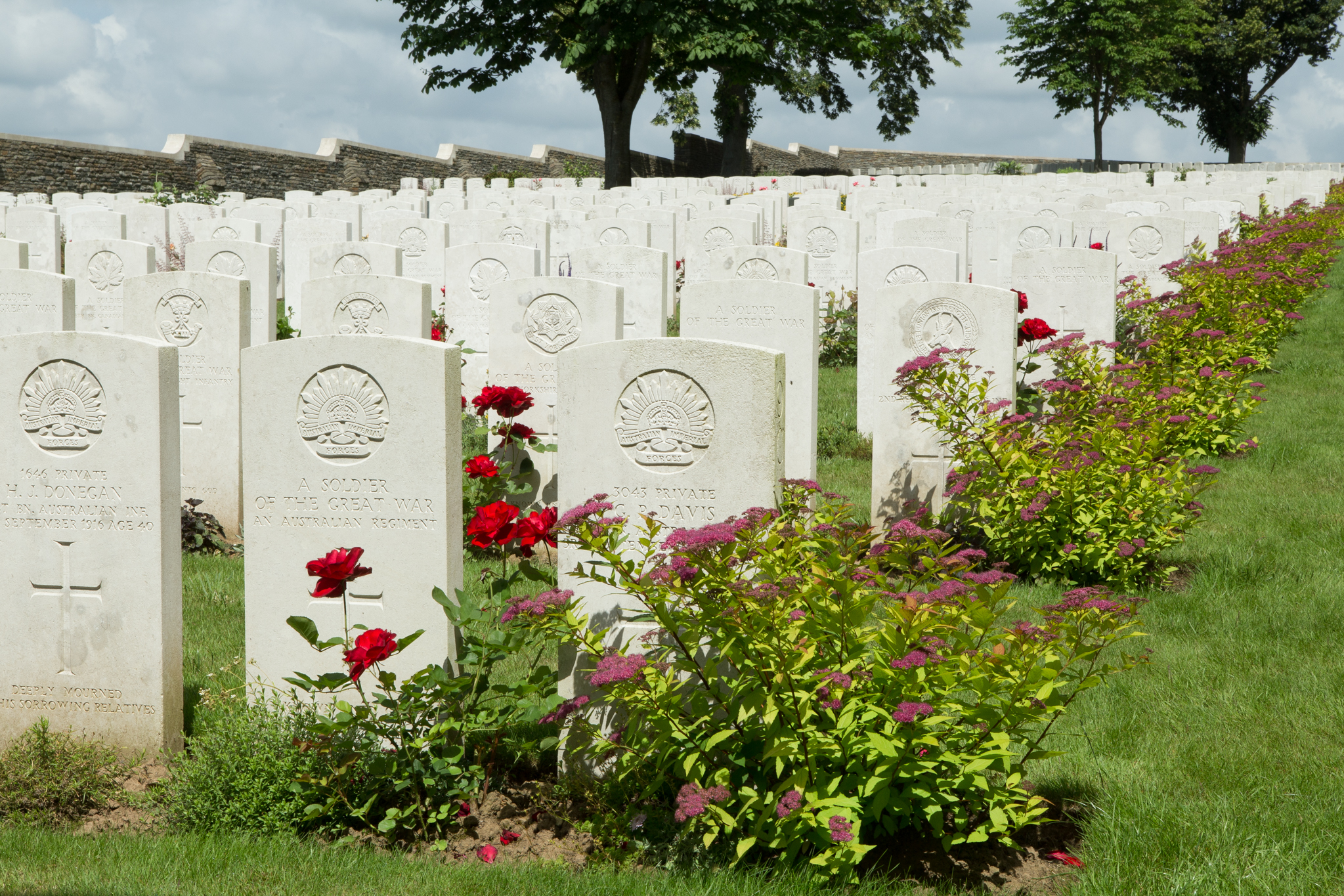
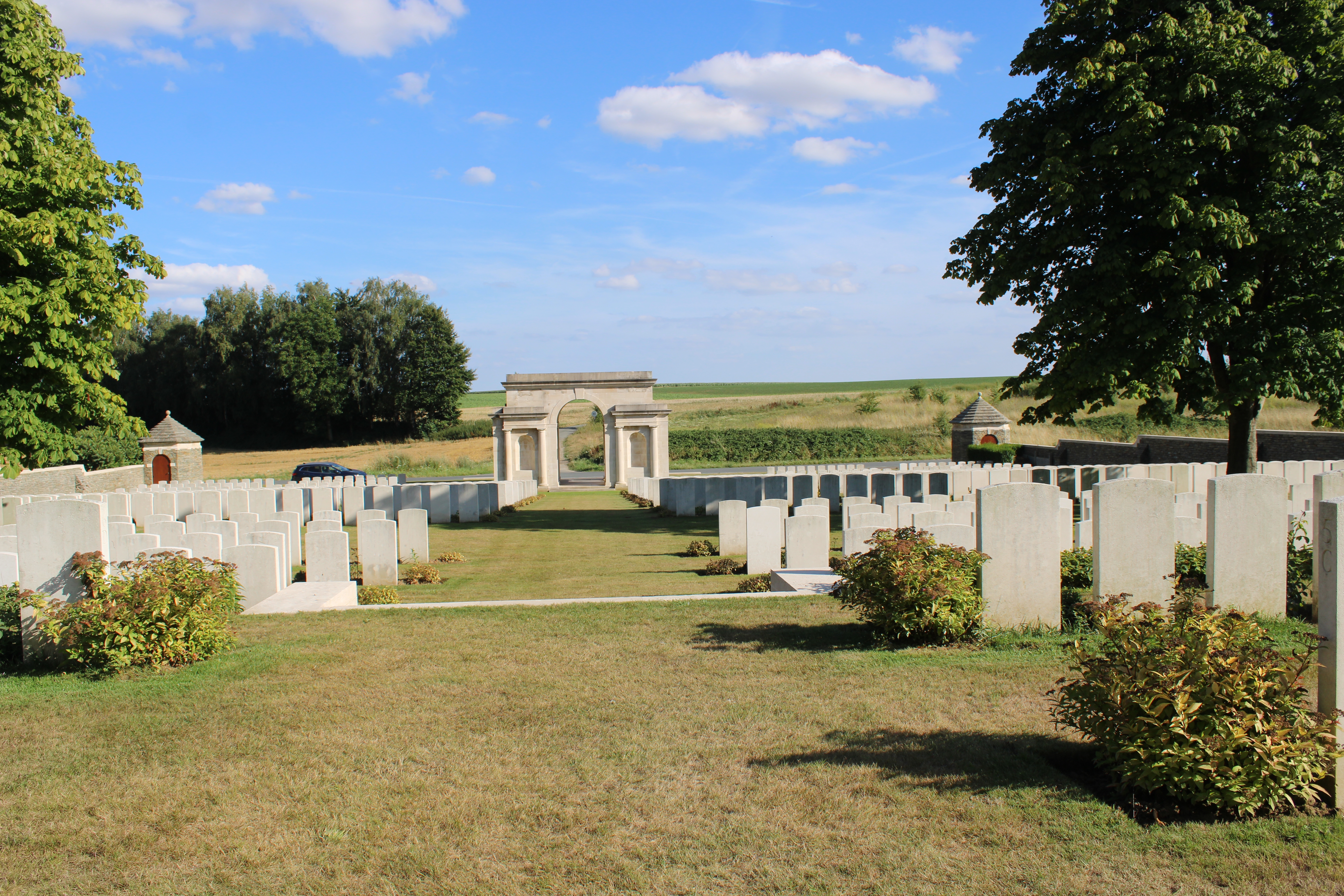
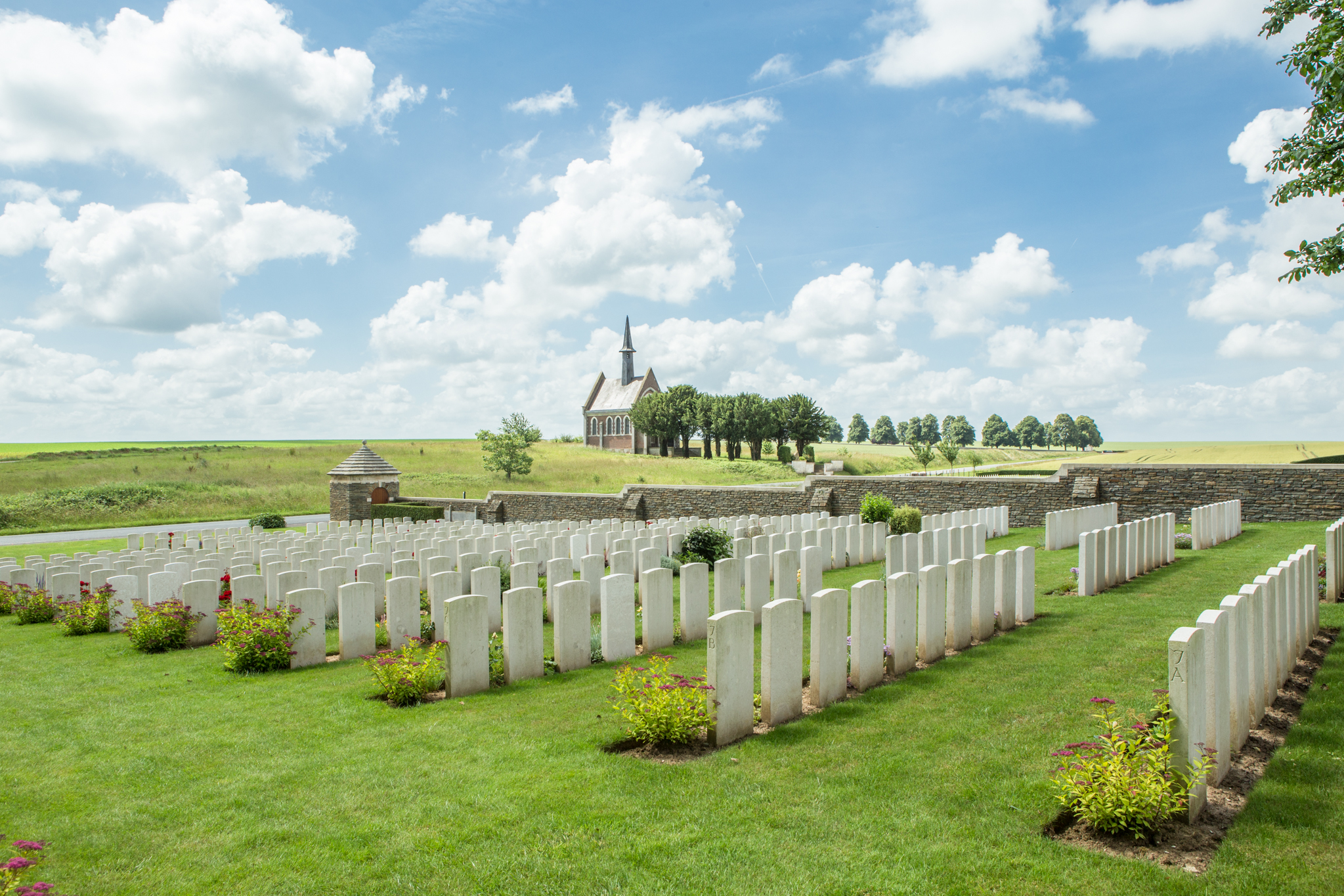

### Sépultures
| Pays             | Sépultures |
| ---------------- | ---------- |
| Royaume-Uni      | 2 125      |
| Australie        | 147        |
| Canada           | 121        |
| Nouvelle-Zélande | 27         |
| Afrique du Sud   | 6          |
| Total            | 2 426      |